# Arquidiócesis de Toronto
La arquidiócesis de Toronto (en latín: Archidioecesis Torontina y en inglés: Roman Catholic Archdiocese of Toronto) es una circunscripción eclesiástica latina de la Iglesia católica en Canadá, sede metropolitana de la provincia eclesiástica de Toronto. La arquidiócesis tiene al arzobispo Frank Leo como su ordinario desde el 11 de febrero de 2023. 

## Territorio y organización
La arquidiócesis tiene 13 000 km² y extiende su jurisdicción sobre los fieles católicos de rito latino residentes en la parte meridional de la provincia de Ontario, y comprende la ciudad de Toronto, y los municipios regionales de Peel, York y Durham, que circundan la ciudad.
La sede de la arquidiócesis se encuentra en la ciudad de Toronto, en donde se halla la Catedral basílica de San Miguel. En Toronto se encuentran la basílica menor de San Pablo y el santuario nacional de la Madre del Perpetuo Socorro. En Midland se halla el santuario nacional de los Mártires Norteamericanos.
En 2020 en la arquidiócesis existían 226 parroquias a grupadas en 4 regiones pastorales. 
La arquidiócesis tiene como sufragáneas a las diócesis de: Hamilton, London, Saint Catharines y Thunder Bay.

## Historia

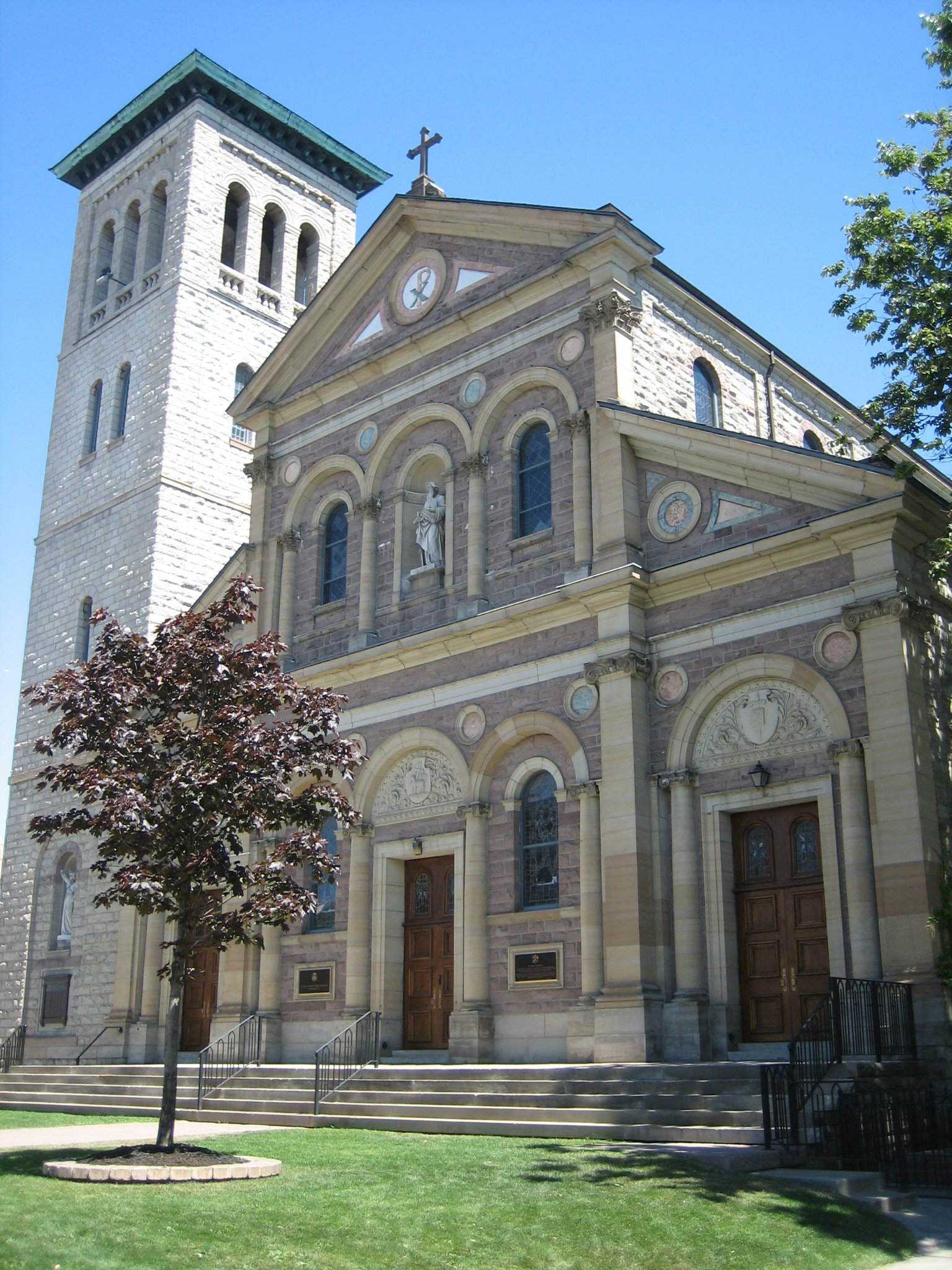
Basílica de San Pablo, Toronto

La diócesis de Canadá Superior fue erigida el 17 de diciembre de 1841 con el breve Inter multiplices del papa Gregorio XVI, obteniendo el territorio de la diócesis de Kingston (hoy arquidiócesis de Kingston en Canadá). Originalmente no tenía sede específica y era sufragánea de la arquidiócesis de Quebec.
El 20 de septiembre de 1842 con el breve Cum per similes del papa Gregorio XVI, la sede de la diócesis se estableció en Toronto y la diócesis tomó el nombre de diócesis de Toronto.
El 21 de febrero de 1855 cedió una parte de su territorio para la erección de la diócesis de London mediante el breve De salute dominici del papa Pío IX.
El 29 de febrero de 1856 cedió otra porción de territorio para la erección de la diócesis de Hamilton mediante el breve Dominici gregis del papa Pío IX.
El 18 de marzo de 1870 fue elevada al rango de arquidiócesis metropolitana con el breve Ex debito Summi Apostolatus del papa Pío IX.
El 22 de noviembre de 1958 cedió otra porción de su territorio para la erección de la diócesis de Saint Catharines mediante la bula Qui Deo volente del papa Juan XXIII.

## Estadísticas
De acuerdo al Anuario Pontificio 2021 la arquidiócesis tenía a fines de 2020 un total de 2 061 600 fieles bautizados.
| Año                                                                             | Población            | Población | Población      | Sacerdotes | Sacerdotes    | Sacerdotes    | Bautizados por sacerdote | Diáconos permanentes | Religiosos | Religiosos | Parroquias |
| Año                                                                             | Bautizados católicos | Total     | % de católicos | Total      | Clero secular | Clero regular | Bautizados por sacerdote | Diáconos permanentes | Varones    | Mujeres    | Parroquias |
| ------------------------------------------------------------------------------- | -------------------- | --------- | -------------- | ---------- | ------------- | ------------- | ------------------------ | -------------------- | ---------- | ---------- | ---------- |
| 1950                                                                            | 196 826              | 1 302 104 | 15.1           | 484        | 236           | 248           | 406                      |                      | 552        | 1141       | 120        |
| 1966                                                                            | 595 000              | 2 870 000 | 20.7           | 679        | 293           | 386           | 876                      |                      | 842        | 1360       | 148        |
| 1970                                                                            | 645 000              | 3 300 000 | 19.5           | 696        | 296           | 400           | 926                      |                      | 589        | 1030       | 168        |
| 1976                                                                            | 900 000              | 3 300 000 | 27.3           | 762        | 297           | 465           | 1181                     | 44                   | 821        | 1060       | 174        |
| 1980                                                                            | 1 007 000            | 3 550 000 | 28.4           | 779        | 299           | 480           | 1292                     | 77                   | 817        | 1010       | 182        |
| 1990                                                                            | 1 082 944            | 3 800 000 | 28.5           | 927        | 342           | 585           | 1168                     | 102                  | 756        | 996        | 211        |
| 1999                                                                            | 1 798 000            | 5 215 000 | 34.5           | 888        | 382           | 506           | 2024                     | 114                  | 693        | 705        | 222        |
| 2000                                                                            | 1 832 000            | 5 315 000 | 34.5           | 881        | 387           | 494           | 2079                     | 142                  | 619        | 733        | 222        |
| 2001                                                                            | 1 847 000            | 5 360 000 | 34.5           | 886        | 385           | 501           | 2084                     | 147                  | 613        | 738        | 222        |
| 2002                                                                            | 1 420 395            | 4 147 680 | 34.2           | 862        | 377           | 485           | 1647                     | 129                  | 606        | 734        | 222        |
| 2003                                                                            | 1 693 690            | 5 043 085 | 33.6           | 804        | 359           | 445           | 2106                     | 105                  | 551        | 667        | 223        |
| 2004                                                                            | 1 363 657            | 5 043 085 | 27.0           | 811        | 363           | 448           | 1681                     | 96                   | 510        | 668        | 223        |
| 2010                                                                            | 1 931 000            | 5 679 000 | 34.0           | 825        | 376           | 449           | 2340                     | 112                  | 572        | 571        | 217        |
| 2014                                                                            | 2 086 000            | 6 016 000 | 34.7           | 841        | 389           | 452           | 2480                     | 128                  | 548        | 552        | 226        |
| 2017                                                                            | 2 091 237            | 6 602 490 | 31.7           | 791        | 376           | 415           | 2643                     | 129                  | 508        | 490        | 225        |
| 2020                                                                            | 2 061 600            | 6 530 000 | 31.6           | 780        | 368           | 412           | 2643                     | 157                  | 508        | 471        | 226        |
| Fuente: Catholic-Hierarchy, que a su vez toma los datos del Anuario Pontificio. |                      |           |                |            |               |               |                          |                      |            |            |            |

## Episcopologio
- Michael Power † (17 de diciembre de 1841-1 de octubre de 1847 falleció)
- Armand-François-Marie de Charbonnel, O.F.M.Cap. † (15 de marzo de 1850-26 de abril de 1860 renunció[12])
- John Joseph Lynch, C.M. † (26 de abril de 1860-12 de mayo de 1888 falleció)
- John Walsh † (25 de julio de 1889-30 de julio de 1898 falleció)
- Dennis T. O'Connor, C.S.B. † (7 de enero de 1899-4 de mayo de 1908 renunció[13])
- Fergus Patrick McEvay † (13 de abril de 1908-10 de mayo de 1911 falleció)
- Neil McNeil † (10 de abril de 1912-25 de mayo de 1934 falleció)
- James Charles McGuigan † (22 de diciembre de 1934-30 de marzo de 1971 retirado)
- Philip Francis Pocock † (30 de marzo de 1971-29 de abril de 1978 renunció)
- Gerald Emmett Carter † (29 de abril de 1978-17 de marzo de 1990 retirado)
- Aloysius Matthew Ambrozic † (17 de marzo de 1990-16 de diciembre de 2006 retirado)
- Cardenal Thomas Christopher Collins (16 de diciembre de 2006-11 de febrero de 2023, retirado)
- Frank Leo, desde el 25 de marzo de 2023